# Congressional Budget Office
Congressional Budget Office (CBO, på dansk Kongressens budgetkontor) er et føderalt agentur under den lovgivende gren af den amerikanske regering, der leverer budget og økonomiske oplysninger til kongressen. Efter inspiration fra Californiens Legislative Analyst's Office, der administrer delstatens budget på en strengt upartisk måde, blev CBO med Congressional Budget and Impoundment Control Act i 1974 oprettet som et upartisk agentur.
Mens politikere på begge sider af midtergangen har kritiseret CBO, når dets skøn har været politisk ubelejlige, afviser økonomer og andre forskere overensstemmende, at CBO er partisk, eller at det ikke formår at udarbejde troværdige prognoser. Der er blandt økonomer enighed om, at "under hensyn til de juridiske begrænsninger for, hvad CBO kan antage om fremtidig lovgivning og begivenheder, har CBO historisk udsendt troværdige prognoser for virkningerne af både demokratiske og republikanske lovforslag."